# Вавилонський розділ

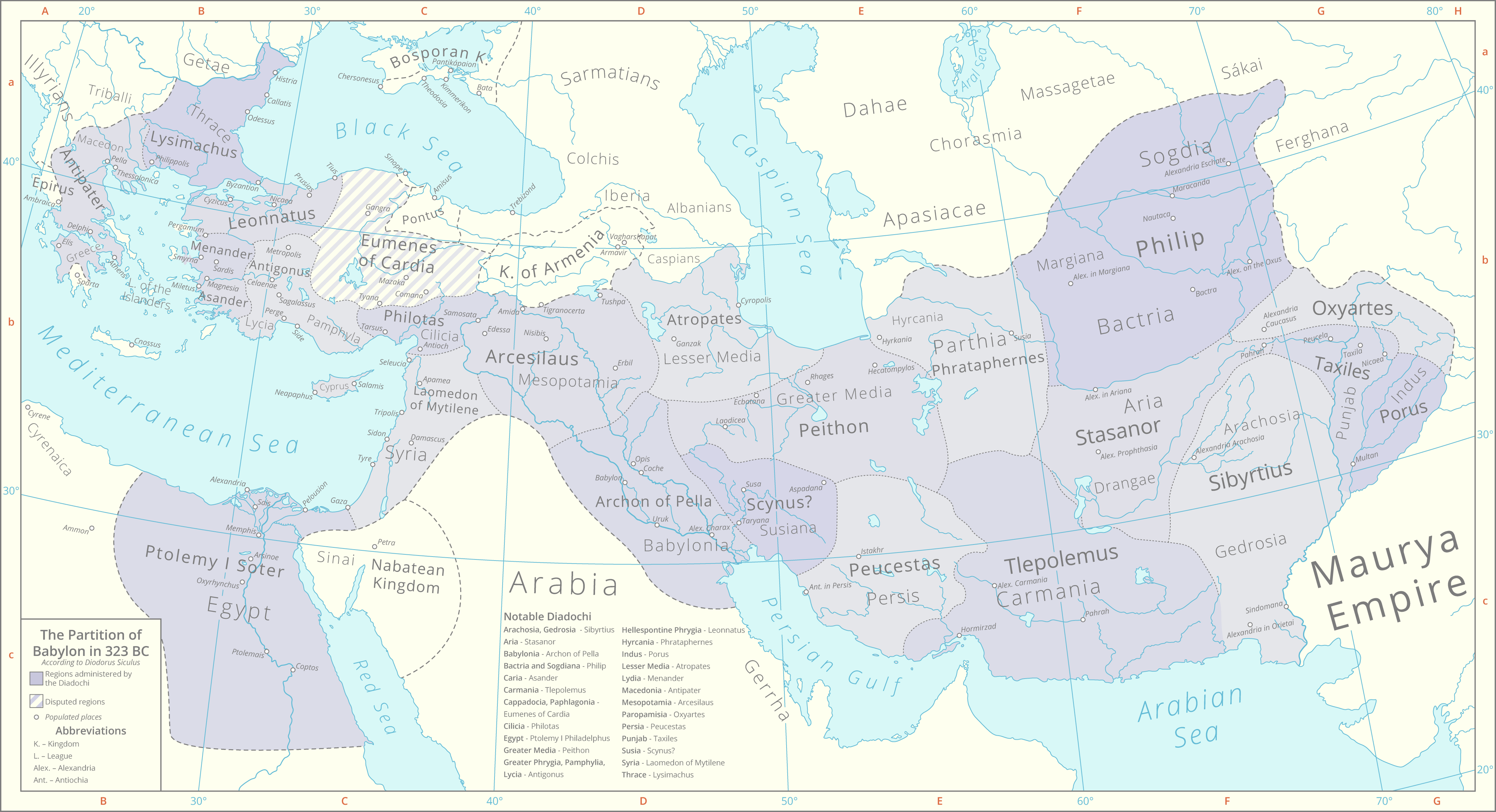
Розподіл сатрапій під час "Вавилонського розподілу" за Діодором Сікулійським

Вавилонський поділ, або Вавилонська угода - поділ владних повноважень у Македонській імперії після смерті Александра Македонського між його воєначальниками у 323 році до н. е. Одразу після смерті Александра постало питання щодо престолонаслідника. Особливість передачі влади полягала в тому, що ніхто з реальних претендентів на царський престол фізично не міг керувати величезною імперією і у разі обрання вимагав опіки. Воєначальники розглядали три кандидатури - малолітнього сина Александра від Барсини Геракла, дитини вагітної Роксани, якщо народиться хлопчик, і недоумкуватого однокровного брата Аррідея. Після короткого періоду збройного протистояння, в ході якого було вбито одного з претендентів на роль регента Мелеагр, реальну владу отримав Пердікка.
Пердикка розподілив сатрапії та області Македонської імперії між воєначальниками Александра. Фактично перерозподіл владних повноважень після смерті Александра став основою розколу Македонської імперії. З першого ж року свого правління Пердикка зіткнувся з тим, що колишні воєначальники Александра ставили власні інтереси вище за інтереси імперії. Незабаром між ними почалася перша війна діадохів, яка завершилася смертю Пердики, поразкою його партії та новим поділом імперії.

## Передісторія
Безпосередньо після смерті Александра у 323 році до н. е. постало питання щодо престолонаслідника. Процес вибору нового царя описаний трьома античними істориками — Діодором Сицилійським, Юстином та Квінтом Курцієм Руфом. У їхніх працях містяться певні різночитання. Згідно з Юстином, під час ради найбільш впливовий воєначальник Пердікка запропонував дочекатися пологів дружини Александра Роксани, яка перебувала на останніх місяцях вагітності. Проти такої пропозиції різко виступив Мелеагр. Він вважав, що не слід чекати пологів, під час яких могла з'явитися на світ і дівчинка. Адже в Александра вже є син від Барсини Геракл. Та й не личить македонянам підкорятися царям, у чиїх жилах тече перська кров. Мелеагр виступив за визнання царем недоумкуватого брата Александра Аррідея .
Під час наступного протистояння Мелеагр програв, а він сам разом зі своїми прихильниками був страчений. Після перемоги Пердикка знову скликав раду воєначальників, на якій і стався перерозподіл влади в Македонській імперії між наближеними до Александра .

## Розділ
| Сатрапія/область      | Діодор    | Юстин     | Арріан             |
| --------------------- | --------- | --------- | ------------------ |
| Єгипет                | Птолемей  | Птолемей  | Птолемей           |
| Сирія                 | Лаомедон  | Лаомедон  | Лаомедон           |
| Кілікія               | Філота    | Філота    | Філота/Філоксен    |
| Мідія                 | Піфон     | Піфон     | Піфон              |
| Пафлагонія            | Евмен     | Евмен     | Евмен              |
| Каппадокія            | Евмен     | Евмен     | Евмен/Ніканор      |
| Памфілія              | Антигон   | Неарх     | Антигон            |
| Лікія                 | Антигон   | Неарх     | Антигон            |
| (Велика) Фригія       | Антигон   | Антигон   | Антигон            |
| Лікаонія              | -         | -         | Антигон            |
| Карія                 | Асандр    | Кассандр  | Кассандр/Асандр    |
| Лідія                 | Менандр   | Менандр   | Менандр/Кліт Білий |
| Геллеспонтська Фригія | Леоннат   | Леоннат   | Леоннат/Аррідей    |
| Фракія                | Лісімах   | Лісімах   | Лісімах            |
| Македонія та Греція   | Антипатр  | Антипатр  | Антипатр і Кратер  |
| Пенджаб               | Таксил    | Таксил    | Таксил             |
| Пенджаб               | Пор       | -         | Пор                |
| Гандхара              | Піфон     | Піфон     | Піфон              |
| Паропамісади          | Оксиарт   | Оксіарт   | Оксіарт            |
| Арахозія              | Сибіртій  | Сибіртій  | Сибіртій           |
| Гедросія              | Сибіртій  | Сибіртій  | -                  |
| Арія                  | Стасанор  | Стасанор  | Стасандр           |
| Дрангіана             | Стасанор  | Стасанор  | Стасандр           |
| Бактрія               | Філіп     | Амінта    | Стасанор           |
| Согдіана              | Філіп     | Стаганор  | Стасанор           |
| Парфія                | Фратаферн | Філіп     | Філіп              |
| Гірканія              | Фратаферн | Фратаферн | -                  |
| Персія                | Певкест   | Певкест   | Певкест            |
| Карманія              | Тлеполем  | Тлеполем  | Тлеполем           |
| Атропатена            | Атропат   | Атропат   | -                  |
| Вавилонія             | Архон     | Архон     | Селевк             |
| Сузіана               | -         | Кен       | Антиген            |
| Месопотамія           | Аркесилай | Аркесилай | Амфімах            |

Питання щодо того, яким чином підбиралися правителі сатрапій, в історіографії залишається відкритим. На думку І. Г. Дройзена, Пердикка прагнув не дати вельможам, які підтримали його претензії на владу, можливості з'єднатися та влаштувати нову змову. За однією з версій автором ідеї винагородити воєначальників Александра, тим самим зміцнивши становище центральної влади, був Птолемей. Усі призначені під час Вавилонського розділу сатрапи були знатного походження. Історики Б. Босворт та Я. Зайберт вважали, що Пердікка прагнув розподілити сатрапії таким чином, щоб найвпливовіші воєначальники Александра не отримали доступу до стратегічних ресурсів для успішного повстання. Також враховувалися політичний вплив, етнічна приналежність сатрапа та географічне розташування території.
Незабаром після загибелі Мелеагра власне і стався розподіл обов'язків та сатрапій Македонської імперії. Пердикка отримував верховне командування над царськими військами право віддавати накази всім посадовим особам в імперії. Звання хіліарха перейшло від Пердикки до Селевка, а командування царськими гіпоспистами - від Селевка до сина Антипатра Кассандру. Таким чином, наблизивши Кассандра, Пердікка сподівався отримати вплив на Антипатра. Африканські володіння Александра, включаючи Єгипет, перейшли в управління Птолемея. Вавилонський розділ не представляв повного перезавантаження влади. 16 сатрапів зберегли свої посади. З одного боку, це могло свідчити як про принципову позицію Пердиккі, так і, що більш ймовірно, слабкість нового регента, який не міг собі дозволити швидко змінювати за своїм почином призначених Александром сатрапів .
У цьому контексті досить показовою є ситуація з намісником Македонії Антипатром. Цей воєначальник і один із найближчих наближених отця Александра Філіпа II був незмінним фактичним керівником Македонії під час безперервних походів Александра. У 324 році до н. е. він потрапив у опалу. Александр наказав одному зі своїх найвідданіших воєначальників Кратеру змінити старого Антипатра. Однак на момент смерті Александра Кратер так і не досяг Македонії, а перебував у Кілікії. Історики виділяють кілька можливих причин такого зволікання Кратера. Пердикка мав усі підстави побоюватися непокори з боку Антипатра. Більше того, він мав формальний привід для його усунення – наказ Александра 324 роки до н. е. Однак новий регент Македонської імперії не наважився відкрито виступити проти Антипатра. До того ж звістки про смерть Александра могли стати каталізатором повстання греків проти македонської гегемонії і лише Антипатр був здатний його придушити. Тому його залишили правителем Македонії, призначивши стратегом, хоч формально і розділили владу у цій галузі із Кратером, який став простатом. Незважаючи на вищевикладене, Пердікка урізав володіння Антипатра, передавши Фракію і прилеглі землі Лісімаху, який відзначився особливою відданістю Пердікці .
Одну з важливих провінцій Геллеспонтську Фригію отримав колишній охоронець Александра Леоннат. Безпосередньо після смерті Александра його пророкували на посаду співправителя Пердіккі. Очевидно, він відмовився від претензій на верховну владу замість провінцію, влада з якої забезпечувала йому більший вплив. Пердикка, у свою чергу, охоче передав посаду сатрапа над Геллеспонтською Фригією людині, у відданості якої він не сумнівався. Одночасно він усував із політичної сцени можливого співправителя.
Свої причини були і при призначенні Евмена сатрапом Каппадокії та Пафлагонії. Для воєначальників Александра вихідець із Кардії був чужинцем. Одночасно Пердикка був зобов'язаний Евмену врегулюванням кризи в протистоянні за владу безпосередньо після смерті Александра. Розум і честолюбство Евмена змушували Пердікку побоюватися, що у Вавилоні вихідець із Кардії стане одним із найвпливовіших опонентів. Передача в управління Евмену Каппадокії та непідвладних македонянам Пафлагонії мала вимкнути цього персонажа з внутрішньополітичної боротьби в імперії. Передбачалося, що Евмен спочатку буде зайнятий завоюванням Пафлагонії.
Малоазійські греки не отримали свого сатрапа. Їхні поліси зберігали автономію у внутрішніх справах, проте підпорядковувалися царю або його регенту, а також сплачували обов'язкові внески як союзники Македонії.

## Підсумок
Фактично розподіл сатрапій у Вавилоні після смерті Александра став основою подальшого розколу Македонської імперії, оскільки передбачав конфлікти між новопризначеними правителями. Багато сатрапів спочатку недолюблювали регента імперії Пердикку і згодом використали першу ж можливість для повстання проти його влади.
З першого ж року свого правління Пердикка зіткнувся з тим, що колишні воєначальники Александра ставили власні інтереси вище за інтереси центральної влади. Поступово проти Пердіккі склалася коаліція на чолі з Антигоном, Птолемеєм та Антипатром. Незабаром між ними почалася війна, яка завершилася загибеллю Пердіккі, поразкою його партії та новим поділом Македонської імперії у Тріпарадіс.

### Дослідження
- Дройзен І. Г. Історія еллінізму. — Ростов-на-Дону : Феникс, 1995. — Т. 2. — 544 с. — ISBN 5-85880-079-3.
- Ефремов Н. В. Кария между Пердиккой и Антигоном (некоторые примечания к истории западной Малой Азии в ранний период диадохов, 321—317 г. до н. э.) // Проблемы истории, филологии, культуры. — 2012. — Вип. 35. — № 1 (24 березня). — С. 3—26. — ISSN 2658-316X.
- Смирнов С. В. Вавилонский "список сатрапий": проблемы источников // Мнемон: исследования и публикации по истории античного мира. — 2015. — № 15 (24 березня). — С. 264—274. — ISSN 1813-193X.
- Смирнов С. В. От Вавилона до Трипарадиса: малые диадохи в контексте политической истории раннего эллинизма // Восток. Афро-азиатские общества: история и современность. — 2015. — № 5 (24 березня). — С. 73—79. — ISSN 2713-0401.
- Шофман, Аркадій Семенович|Шофман А. С. Розпад імперії Олександра Македонського / Печатается по постановлению редакционно-издательского совета Казанского университета. Отв. редактор В. Д. Жигунин. — Каз. : Издательство Казанского университета, 1984.
- Bosworth A. B. Chapter 2. The Politics of the Babylon Settlement // The Legacy of Alexander : Politics, Warfare, and Propaganda under the Successors. — Oxford : Oxford University Press, 2002. — P. 29—63. — ISBN 978-0-19-171520-4. — DOI:10.1093/acprof:oso/9780198153061.003.0002.
- Chugg A. M. Concerning Alexander the Great: A Reconstruction of Cleitarchus. — AMC Publications, 2015. — ISBN 978-0-9556790-8-7.